# Sikkelvleugelpiha
De sikkelvleugelpiha (Lipaugus uropygialis) is een zangvogel uit de familie Cotingidae (cotinga's).

## Verspreiding en leefgebied
Deze soort komt voor in zuidelijk Peru en westelijk Bolivia.

## Status
De grootte van de populatie is in 1986 geschat op 600-1700 volwassen vogels. Gevreesd wordt dat de aantallen snel achteruitgaan door habitatverlies. Op de Rode lijst van de IUCN heeft deze soort daarom de status kwetsbaar.